# Betta krataios
Betta krataios — тропічний прісноводний вид риб з родини осфронемових (Osphronemidae), підродина макроподових (Macropodusinae).
Видова назва походить від грецького kratys, що означає «сильний, міцний», вказує на відповідну будову тіла риб.
До отримання наукового опису цей вид був присутній в торгівлі акваріумними рибами під назвою B. sp. ‘Kapuas’. Іноді його плутають з близьким видом B. dimidiata, разом вони утворюють в межах роду Бійцівська рибка групу споріднених видів B. dimidiata.

## Опис
Максимальна стандартна (без хвостового плавця) довжина — 4,5 см. Тіло видовжене, черевні та непарні плавці у самців подовжені. Хвостовий плавець округлий. У спинному плавці 1-2 твердих і 6-8 м'яких променів; в анальному 2-3 твердих і 19-22 м'яких. Хребців 29-31. У бічній лінії 30-32 луски.
Забарвлення жовтувато-коричневе, зяброві кришки з бірюзовим лиском.
Самці забарвлені інтенсивніше за самок, можуть мати синьо-зелену смугу на анальному та хвостовому плавцях.
Від близького виду Betta dimidiata відрізняється округлою формою хвостового плавця.

## Поширення
Вид походить з нижньої частини басейну річки Капуас, індонезійська провінція Західний Калімантан. Відомий лише з районів Сангау (індонез. Sanggau) та Мандор (індонез. Mandor), орієнтовно займає площу 8 км².
Немає точної інформації про середовища існування B. krataios. Передбачається, що вид обмежується лісовими струмками та болотами з кислою водою. Параметри води в місцевості Мандор під час вилову риб були такими: pH 5,5-6,5; GH 0-1; KH 0-1; колір води світло-коричневаий, температура води 28 °C.

## Розмноження
Betta krataios виявляє батьківське піклування у формі інкубації ікри в роті. Самець виношує потомство 7-12 днів, залежно від температури води. Самка зазвичай ініціює нерест.

## Утримання в акваріумі
Вид час від часу зустрічається в торгівлі акваріумними рибами. Пару риб можна тримати в акваріумі на 40 літрів, для групи потрібно більше. Рекомендовані показники води: температура 22–28 °C, pH 5,0-7,0. Самцеві, який виношує потомство, потрібно надати абсолютний спокій, інакше він може проковтнути ікру чи личинок або виплюнути їх.